# Европейски път E35
Европейски път Е35 е европейски автомобилен маршрут от категория А, свързващ градовете Амстердам (Холандия) на север и Рим (Италия) на юг. Дължината на маршрута е 1817 km.

## Маршрут
Маршрутът на Е35 преминава през 4 европейски страни:
- Нидерландия: Амстердам – Утрехт – Арнем —
- Германия: Емерих ам Райн – Оберхаузен – Кьолн – Бон – Франкфурт на Майн – Дармщат – Бенсхайм – Хайделберг – Карлсруе – Баден-Баден – Фрайбург —
- Швейцария: Базел – Люцерн – Алтдорф – Белиндзона – Лугано – Киасо —
- Италия: Комо – Милано – Пиаченца – Парма – Модена – Болоня – Флоренция – Арецо – Орвието – Рим

В Швейцария маршрутът преминава през Сен-Готардския автомобилен тунел с дължина 16,9 km.
Е35 е свързан със следните маршрути:
| - E30 - E311 - E29 - E31 - E34 - E37 | - E40 - E42 - E451 - E52 - E531 - E25 | - E41 - E43 - E54 - E60 - E62 - E64 | - E33 - E45 - E76 - E78 - E80 - E821 |

## Галерия
- Пътен възел край Ратинген, Германия
- Е35 в долината Неандертал край Еркрат, Германия
- Е35 в Германия
- Е35 в Кьолн
- Паралелна естакада Hallerbachtalbrücke в Германия
- Експо-мост в Дуйсбург, Германия
- Сен-Готардски автомобилен тунел
- Виадукт Biaschina в Швейцария